# Соціалістична партія Бельгії
Соціалістична партія Бельгії (нід. Belgische Socialistische Partij — BSP, фр. Parti Socialiste belge — PSB, СПБ) — політична партія в Бельгії, що існувала з 1945 до 1978 року.

## Історія
Партію було утворено після завершення Другої світової війни зі створеної Ахілем ван Аккером підпільної соціалістичної організації, яка, у свою чергу, була створена на базі створеної 1885 року Бельгійської робітничої партії. Партія стояла на соціал-демократичних засадах і підтримувала процес європейської інтеграції.
Партія перебувала при владі кілька разів: у 1945-49 роках у складі кількох коаліцій було сформовано сім кабінетів під керівництвом трьох політиків СПБ — Поля-Анрі Спаака, Каміля Гюйсманса та Ахіля ван Аккера. У 1954-58 роках ван Аккер знову очолював уряд (в коаліції з Ліберальною партією). У 1961-66 та 1968-73 роках СПБ була молодшим партнером в коаліції з християнськими демократами, а у 1973-74 член СПБ Едмон Лебюртон двічі формував коаліційний уряд. Востаннє партія брала участь в роботі коаліційного уряду після 1977 року. Невдовзі, однак, партія припинила своє існування.
1971 року загострення суперечностей між фламандцями та валлонами призвело до скасування посту керівника (з 1959 року ним був Лео Коллар, а до нього, з 1945 року, — Макс Бузе) й переходу керівництва до двох співголів — валлону та фламандцю. За час існування партії ними ставали Йос ван Ейнде, Віллі Клаас та Карел ван Мірт від фламандців, Едмон Лебюртон та Андре Колс — від валлонів. 1978 року партія остаточно розкололась на дві самостійні організації — Соціалістичну партію Валлонії та Соціалістичну партію Фландрії.

## Результати участі у виборах до Палати представників
- 1946 рік — 69 місць[1]
- 1949 рік — 66 місць
- 1950 рік — 77 місць
- 1954 рік — 86 місць
- 1958 рік — 84 місця
- 1961 рік — 84 місця
- 1965 рік — 64 місця
- 1968 рік — 59 місць
- 1971 рік — 61 місце
- 1974 рік — 59 місць
- 1977 рік — 62 місця